# エドワード・レルフ
エドワード・レルフ（Edward  Relph）、あるいは、テッド・レルフ（Ted  Relph） として知られる、エドワード・チャールズ・"テッド"・レルフ（Edward Charles "Ted" Relph、1944年 -  ）は、ウェールズで生まれたカナダの地理学者。トロント大学に提出された博士論文にもとづく著書『場所の現象学 (Place and Placelessness)』で広く知られている。トロント大学教授として、学部教育と計画科学専攻の修士課程プログラムで教えている。

## 著書
- Place and Placelessness (1976)
  - 邦訳：高野岳彦、石山美也子、阿部隆・訳『場所の現象学―没場所性を越えて』筑摩書房、1991年（ちくま学芸文庫版、1999年）
- Rational Landscapes and Humanistic Geography (1984)
- The Modern Urban Landscape (1987)
  - 邦訳：高野岳彦、岩瀬寛之、神谷浩夫・訳『都市景観の20世紀―モダンとポストモダンのトータルウォッチング』筑摩書房、1999年